# Río Santa Lucía (Uruguay)
Der Río Santa Lucía ist ein Fluss in Uruguay.

## Geografie

### Flussverlauf
Der 230 Kilometer lange Fluss entspringt auf einer Höhe von 250 Metern über dem Meeresspiegel am Cerro Pelado in der Sierra Carapé. Von seiner dortigen Quelle im Departamento Lavalleja nahe der Stadt Minas fließt er von Osten nach Westen und bildet dabei die Grenze der Departamentos Florida und Canelones. Anschließend ändert sich sein Verlauf in südliche Richtung, wobei er nun die Departamentos Canelones und San José voneinander trennt. Er fließt an der Stadt Santa Lucía vorbei, ab der Stadt Aguas Corrientes ist der Fluss schiffbar. Im letzten Abschnitt des Flusses bis zu seiner Mündung in den Río de la Plata befinden sich mehrere Flussinseln. Der Spitze des bei der Stadt Santiago Vázquez gelegenen Mündungstrichters selbst ist die Isla del Tigre vorgelagert.
Zuflüsse u. a.: Arroyito Piedras

### Einzugsgebiet
Gespeist wird der der Trinkwasserversorgung dienende Río Santa Lucía neben vielen anderen Zuflüssen vom Río Santa Lucía Chico und vom Río San José.
Die Größe seines Einzugsgebiets beträgt 13.448 km².

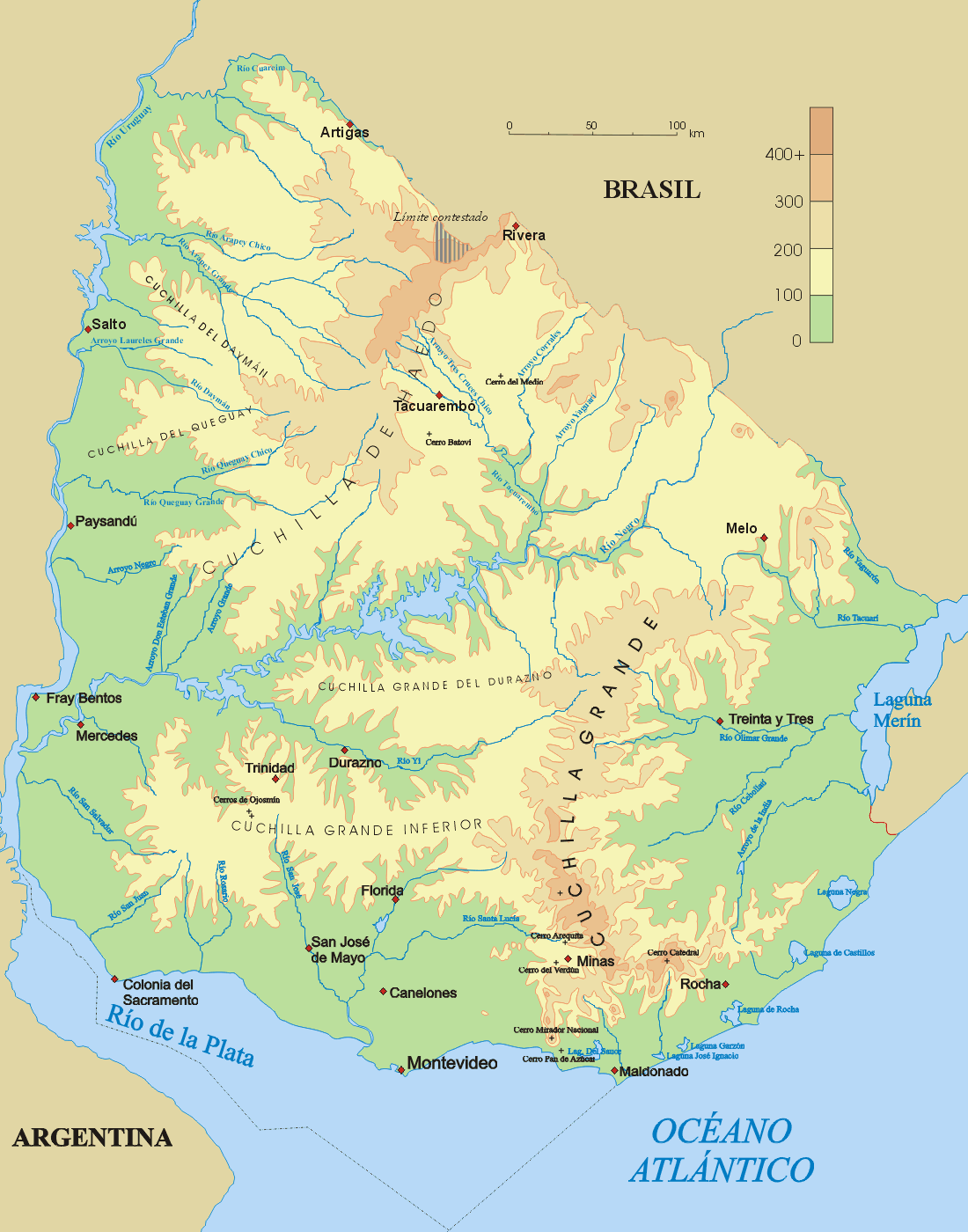
Karte mit Verlauf des Flusses